# Головеньківська сільська рада (Борзнянський район)
Голове́ньківська сільська́ ра́да — колишня адміністративно-територіальна одиниця та орган місцевого самоврядування в Борзнянському районі Чернігівської області. Адміністративний центр — село Головеньки.

## Загальні відомості
- Територія ради: 56,82 км²
- Населення ради: 1 368 осіб (станом на 2001 рік)

Головеньківська сільська рада зареєстрована 1918 року. Стала однією з 26-ти сільських рад Борзнянського району і одна з 16-ти, яка складається більше, ніж з одного населеного пункту.

## Населені пункти
Сільській раді були підпорядковані населені пункти:
- с. Головеньки (1185 осіб)
- с. Добропілля (53 особи)
- с-ще Клипин (19 осіб)
- с. Паристівка (111 осіб)

## Керівний склад
| Прізвище, ім'я, по батькові | Основні відомості                                                                                   | Дата обрання | Дата звільнення |
| --------------------------- | --------------------------------------------------------------------------------------------------- | ------------ | --------------- |
| Труба Валентина Петрівна    | Сільський голова, 1966 року народження, освіта середня спеціальна, член Української Народної Партії | 26.03.2006   | 31.10.2010      |
| Труба Валентина Петрівна    | Сільський голова, 1966 року народження, освіта середня спеціальна                                   | 31.10.2010   |                 |

Примітка: таблиця складена за даними сайту Верховної Ради України

### Депутати
За результатами місцевих виборів 2010 року депутатами ради стали:

#### За суб'єктами висування
| Суб'єкт висування                                       | Кількість обраних депутатів | %    |
| ------------------------------------------------------- | --------------------------- | ---- |
| Партія регіонів                                         | 6                           | 37,5 |
| Політична партія Всеукраїнське об'єднання «Батьківщина» | 5                           | 31,3 |
| Самовисування                                           | 3                           | 18,8 |
| Народна партія                                          | 1                           | 6,3  |
| Політична партія «Сильна Україна»                       | 1                           | 6,3  |

#### За округами
| № округу                                                | Прізвище, ім'я, по батькові     | Дата визнання обраним | Освіта  | Партійна приналежність                        | Відомості про обраного депутата                                |
| ------------------------------------------------------- | ------------------------------- | --------------------- | ------- | --------------------------------------------- | -------------------------------------------------------------- |
| Народна Партія                                          |                                 |                       |         |                                               |                                                                |
| 6                                                       | Яременко Ольга Олександрівна    | 03.11.2010            | середня | член Народної партії                          | Головеньківське відділення зв'язку, листоноша                  |
| Партія регіонів                                         |                                 |                       |         |                                               |                                                                |
| 1                                                       | Погоріла Світлана Миколаївна    | 03.11.2010            | вища    | член Партії регіонів                          | Головеньківська загальноосвітня школа І-ІІІ ст., вчитель       |
| 4                                                       | Москаленко Олександр Григорович | 03.11.2010            | вища    | член Партії регіонів                          | Головеньківська сільська амбулаторія, водій                    |
| 10                                                      | Олещенко Ігор Григорович        | 03.11.2010            | вища    | член Партії регіонів                          | сільськогосподарське ТОВ «Головеньківське», будівельник        |
| 11                                                      | Бокоч Ніна Олексіївна           | 03.11.2010            | вища    | член Партії регіонів                          | тимчасово не працює                                            |
| 13                                                      | Миколаєнко Олена Миколаївна     | 03.11.2010            | вища    | член Партії регіонів                          | Головеньківська загальноосвітня школа І-ІІІ ст., вчитель       |
| 16                                                      | Ніколаєнко Любов Іванівна       | 03.11.2010            | вища    | член Партії регіонів                          | Головеньківський сільський Будинок культури, художній керівник |
| Політична партія Всеукраїнське об'єднання «Батьківщина» |                                 |                       |         |                                               |                                                                |
| 2                                                       | Остапенко Оксана Микитівна      | 03.11.2010            | вища    | член Всеукраїнського об'єднання «Батьківщина» | пенсіонер                                                      |
| 5                                                       | Коваленко Тетяна Дмитрівна      | 03.11.2010            | вища    | член Всеукраїнського об'єднання «Батьківщина» | Головеньківський дитячий садок, вихователь                     |
| 7                                                       | Черняк Володимир Ілліч          | 03.11.2010            | середня | член Всеукраїнського об'єднання «Батьківщина» | Головеньківська загальноосвітня школа І-ІІІ ст., завгосп       |
| 9                                                       | Утенко Світлана Миколаївна      | 03.11.2010            | вища    | член Всеукраїнського об'єднання «Батьківщина» | Головеньківський дитячий садок, помічник вихователя            |
| 12                                                      | Черняк Іван Ілліч               | 03.11.2010            | вища    | член Всеукраїнського об'єднання «Батьківщина» | Головеньківська загальноосвітня школа І-ІІІ ст., кочегар       |
| Політична партія «Сильна Україна»                       |                                 |                       |         |                                               |                                                                |
| 15                                                      | Прощенко Валентина Василівна    | 03.11.2010            | вища    | член Політичної партії «Сильна Україна»       | Головеньківська сільська рада, головний бухгалтер              |
| Самовисування                                           |                                 |                       |         |                                               |                                                                |
| 3                                                       | Сагайдак Алла Валентинівна      | 03.11.2010            | вища    | член Всеукраїнського об'єднання «Батьківщина» | Головеньківське амбулаторне відділення, фельдшер — лаборант    |
| 8                                                       | Дорошенко Наталія Миколаївна    | 03.11.2010            | середня | позапартійна                                  | Головеньківська сільська рада, секретар                        |
| 14                                                      | Батура Анатолій Васильович      | 03.11.2010            | вища    | позапартійний                                 | кооператив «Зоря», голова                                      |